# Constanza Gutiérrez
Constanza Gutiérrez es una primera actriz, directora, docente y dramaturga colombiana. Es mayormente conocida por sus papeles en La mujer en el espejo, Sin tetas no hay paraíso y La tormenta.

## Carrera
Gutiérrez debutó en la televisión colombiana en 1990 en la telenovela Ana de Negro con Luly Bossa y Danilo Santos; y en 1993 con En cuerpo ajeno encabezada por Amparo Grisales, Armando Gutiérrez y Julio Medina. Luego vinieron otras como de gran éxito Francisco el matemático, Sin tetas no hay paraíso, Sexo, mentiras y muertos y Cumbia Ninja. En el 2004 interpreta a la tímida ayudante Refugio Romero en la tira La mujer en el espejo, protagonizada por Paola Rey y Juan Alfonso Baptista. Un año después, en 2005, le llegó uno de los papeles más destacados de su carrera, Tatacoa, una bruja vengativa en la telenovela La tormenta con Natalia Streignard, Christian Meier, Natasha Klauss y Kristina Lilley.
En cine trabajó en varias películas en su país como La gente honrada vive en Francia, Nochebuena, Postales Colombianas, Tiempo Perdido, Mi pasión por David, entre muchos otros.
En teatro tuvo múltiples labores tanto como actriz, como escritora y directora. Fue la autora, directora e intérprete de La loca Margarita, obra de gran éxito y con la que recorrió toda Colombia. Otros espectáculos en los que intervino fueron Las Ausencias, La República De Los Locos, Baño de Damas, Los Andariegos  y Las Brujas De Salem.
En 2020 decidió abandonar la ciudad de Bogotá debido a la inseguridad, la contaminación y el estrés, cambiándolo por la tranquilidad, el aire puro y una bella vegetación que le brindó el campo en el municipio de San Francisco, Cundinamarca.

## Filmografía

### Televisión
- 2023: El grito de las mariposas - Mama Julia
- 2021: Café con aroma de mujer - Margot
- 2021: El retorno de Margarita - Margarita Villaquirá
- 2020: Operación Pacífico - Mama Gladys
- 2019: Bolívar - Dolores
- 2019: La gloria de Lucho
- 2018: Garzón vive
- 2017: La luz de mis ojos
- 2017: Narcos - Paola
- 2015: Hermanitas Calle
- 2015: Celia
- 2015: Tiro de gracia - Olga Luz
- 2014: La selección 2
- 2013: Comando élite
- 2013: Cumbia Ninja - Madre de Nelly
- 2013: La Promesa - Sofía
- 2013: Mentiras Perfectas
- 2013: 5 viudas sueltas
- 2012: Las santísimas
- 2010-2011: Chepe Fortuna
- 2010: A corazón abierto
- 2010: A mano limpia
- 2010: Sin tetas no hay paraíso - Imelda
- 2008: Oye bonita
- 2007: La marca del deseo - Carmenza
- 2006: Criminal
- 2005: ¿De qué tamaño es tu amor?
- 2005: La tormenta - Tatacoa
- 2004: La mujer en el espejo - Refugio Romero
- 2000: Alejo, la búsqueda del amor.
- 1999: Francisco el matemático - Marlen de Ordóñez
- 1996: Prisioneros del amor - Zoraida
- 1996: Para vivir o morir - Carmen
- 1994: Las aguas mansas - Eva Rodríguez
- 1993: En cuerpo ajeno - Cantalicia.
- 1992: Fronteras del regreso - La Toña
- 1990-1991: Ana de Negro - Mariela

## Cine
- 2021: Memoria
- 2020: Mi pasión por David
- 2018: Tarumama
- 2017: Convivir
- 2015: Tiempo Perdido
- 2011: Postales colombianas
- 2008: Nochebuena
- 2005: La gente honrada vive en Francia
- 2005: Amor entre sombras
- 1996: Para vivir o morir
- 1995: El alma del maíz
- 1994: Esperanza
- 1994: La noche que nos vistió Sonia
- 1994: El viaje

## Teatro
- Las Ausencias
- La República De Los Locos
- La Loca Margarita
- Baño de Damas
- Entremeses
- Los Andariegos
- Episodios Comuneros
- Las Brujas De Salem

## Directora
- 2004: El vuelo de la cometa.
- 2003: Sofía dame tiempo.